# 卡莱拉德莱翁
卡莱拉德莱翁，是西班牙埃斯特雷马杜拉巴达霍斯省的一个市镇。总面积68平方公里，2001年总人口1084人，人口密度16人/平方公里。